# Gigi Galli
Gianluigi „Gigi“ Galli (* 13. Januar 1973 in Livigno) ist ein ehemaliger italienischer Rallyefahrer.
Gianluigi Galli fuhr ab 1998 in der Rallye-Weltmeisterschaft. Seine besten Platzierungen waren zwei dritte Ränge, einmal bei der Rallye Argentinien im Jahr 2006 und bei der Rallye Schweden 2008. Galli erkämpfte sich in seiner Karriere 56 Weltmeisterschaftspunkte, davon 17 im Jahr 2008.
Bei der Rallye Deutschland im August 2008 verunglückte Galli schwer. In einem Waldstück der fünften Wertungsprüfung kam der Ford Focus RS WRC von der Straße ab und prallte gegen einen Baum. Der Fahrer wurde im Wagen eingeklemmt und zog sich dabei einen Oberschenkelbruch zu. Beifahrer Giovanni Bernacchini blieb unverletzt. Danach startete Galli nie mehr in der Rallye-Weltmeisterschaft.

## Einzelergebnisse WRC
| Jahr | Team                               | Auto                         | 1       | 2      | 3       | 4       | 5       | 6       | 7       | 8       | 9       | 10      | 11      | 12      | 13    | 14      | 15    | 16      | Rang | Punkte |
| ---- | ---------------------------------- | ---------------------------- | ------- | ------ | ------- | ------- | ------- | ------- | ------- | ------- | ------- | ------- | ------- | ------- | ----- | ------- | ----- | ------- | ---- | ------ |
| 1998 | Ralliart Italia                    | Mitsubishi Carisma           |         |        |         |         |         |         |         |         |         |         | ITA 19  |         |       |         |       |         | -    | 0      |
| 1999 | Gianluigi Galli                    | Mitsubishi Carisma GT Evo IV |         | SWE 23 |         | POR DNF |         |         |         |         |         |         |         |         |       |         |       |         | -    | 0      |
| 1999 | Gianluigi Galli                    | Mitsubishi Carisma GT Evo V  |         |        |         |         | ESP DNF |         |         |         |         | FIN 25  |         | ITA 22  |       |         |       |         | -    | 0      |
| 1999 | Gianluigi Galli                    | Mitsubishi Carisma GT Evo VI |         |        |         |         |         | FRA DNF |         |         |         |         |         |         |       |         |       |         | -    | 0      |
| 2000 | Vieffe Corse Srl                   | Mitsubishi Lancer Evo V      | MON 12  | SWE 26 |         | POR DNF |         |         |         |         | FIN 27  |         |         |         |       |         |       |         | -    | 0      |
| 2000 | Vieffe Corse Srl                   | Mitsubishi Lancer Evo VI     |         |        |         |         |         |         |         |         |         |         | FRA DNF | ITA 22  |       |         |       |         | -    | 0      |
| 2001 | Gianluigi Galli                    | Mitsubishi Lancer Evo VI     | MON DNF |        |         |         |         |         |         |         |         |         |         |         |       |         |       |         | -    | 0      |
| 2001 | Gianluigi Galli                    | Mitsubishi Lancer Evo V      |         |        |         |         |         |         |         |         | FIN DNF |         |         |         |       |         |       |         | -    | 0      |
| 2002 | Gianluigi Galli                    | Fiat Punto S1600             |         |        |         | ESP 23  |         |         | GRE DNF |         |         | GER DNF | ITA 19  |         |       |         |       |         | -    | 0      |
| 2003 | Gianluigi Galli                    | Mitsubishi Lancer Evo VII    |         | SWE 22 |         |         |         |         |         |         | FIN 21  |         |         | FRA DNF |       |         |       |         | -    | 0      |
| 2004 | Mitsubishi Motors                  | Mitsubishi Lancer WRC04      | MON DNF |        | MEX DNF |         |         |         | TUR 10  |         |         |         |         |         |       |         | ESP 7 |         | 15   | 5      |
| 2004 | Gianluigi Galli                    | Mitsubishi Lancer Evo VII    |         | SWE 24 |         | NZL DNF |         |         |         | ARG DNF | FIN 14  | GER DNF |         |         |       | FRA DNF |       | AUS DNF | 15   | 5      |
| 2004 | Gianluigi Galli                    | Mitsubishi Lancer Evo VIII   |         |        |         |         |         |         |         |         |         |         |         |         | ITA 6 |         |       |         | 15   | 5      |
| 2005 | Mitsubishi Motors                  | Mitsubishi Lancer WRC        |         | SWE 7  |         | NZL 8   | ITA DNF |         |         |         |         |         |         |         |       |         |       |         | 11   | 14     |
| 2006 | Gianluigi Galli                    | Mitsubishi Lancer WRC        | MON DNF | SWE 4  |         |         |         |         |         |         |         |         |         |         |       |         |       |         | 11   | 15     |
| 2006 | Gianluigi Galli                    | Peugeot 307 WRC              |         |        |         |         | FRA 9   | ARG 3   | ITA DNF |         |         | FIN 5   |         |         |       |         |       |         | 11   | 15     |
| 2007 | Gianluigi Galli                    | Citroën Xsara WRC            |         | SWE 13 | NOR 6   |         |         |         |         |         |         |         |         |         |       |         |       |         | 15   | 5      |
| 2007 | Aimont Racing Team                 | Citroën Xsara WRC            |         |        |         |         | POR 7   |         |         |         |         |         |         |         |       |         |       |         | 15   | 5      |
| 2008 | Stobart VK M-Sport Ford Rally Team | Ford Focus RS WRC            | MON 6   | SWE 3  | MEX DNF | ARG 7   | JOR 8   | ITA 4   | GRE DNF | TUR DNF | FIN DNF | GER DNF |         |         |       |         |       |         | 9    | 17     |

| Legende  | Legende            | Legende                                                          |
| Farbe    | Abkürzung          | Bedeutung                                                        |
| -------- | ------------------ | ---------------------------------------------------------------- |
| Gold     | –                  | Sieg                                                             |
| Silber   | –                  | 2. Platz                                                         |
| Bronze   | –                  | 3. Platz                                                         |
| Grün     | –                  | Platzierung in den Punkten                                       |
| Blau     | –                  | Klassifiziert außerhalb der Punkteränge                          |
| Violett  | DNF                | Rennen nicht beendet (did not finish)                            |
| Violett  | NC                 | nicht klassifiziert (not classified)                             |
| Rot      | DNQ                | nicht qualifiziert (did not qualify)                             |
| Rot      | DNPQ               | in Vorqualifikation gescheitert (did not pre-qualify)            |
| Schwarz  | DSQ                | disqualifiziert (disqualified)                                   |
| Weiß     | DNS                | nicht am Start (did not start)                                   |
| Weiß     | WD                 | zurückgezogen (withdrawn)                                        |
| Hellblau | PO                 | nur am Training teilgenommen (practiced only)                    |
| Hellblau | TD                 | Freitags-Testfahrer (test driver)                                |
| ohne     | DNP                | nicht am Training teilgenommen (did not practice)                |
| ohne     | INJ                | verletzt oder krank (injured)                                    |
| ohne     | EX                 | ausgeschlossen (excluded)                                        |
| ohne     | DNA                | nicht erschienen (did not arrive)                                |
| ohne     | C                  | Rennen abgesagt (cancelled)                                      |
| ohne     | keine WM-Teilnahme |                                                                  |
| sonstige | P/fett             | Pole-Position                                                    |
| sonstige | 1/2/3/4/5/6/7/8    | Punktplatzierung im Sprint-/Qualifikationsrennen                 |
| sonstige | SR/kursiv          | Schnellste Rennrunde                                             |
| sonstige | *                  | nicht im Ziel, aufgrund der zurückgelegten Distanz aber gewertet |
| sonstige | ()                 | Streichresultate                                                 |
| sonstige | unterstrichen      | Führender in der Gesamtwertung                                   |